# Тюмин, Геннадий Александрович
Геннадий Александрович Тюмин (рум. Ghenadie Tiumin; 6 февраля 1959 — 23 июля 2024) — советский и молдавский футболист, полузащитник, нападающий; тренер.

## Биография
Воспитанник СДЮШОР № 4 Тирасполь. Начинал играть в 1976 году в местной команде «Строитель», чемпионе Молдавской ССР 1976 и 1977 года, победителе первенства ЦС ДСО «Молдова» 1977 года. С 1978 года — в команде второй лиги первенства СССР «Старт» Тирасполь. За эту команду, носившую также названия «Автомобилист», «Текстильщик», «Тирас», «Тилигул», провёл бо́льшую часть карьеры во второй (1978—1984, 1986—1989) и первой (1990—1991) лигах. Также играл в первой лиге за «Нистру» Кишинёв (1985), во второй лиге за АПК Азов (1991). В чемпионате Молдавии сезонов 1996/97 — 1997/98 выступал за «Динамо» Бендеры.
Главный тренер клуба «Хэппи Энд» Каменка (2000—2001). Тренер в СДЮШОР № 4. Отличник физической культуры и спорта ПМР.
Умер 23 июля 2024 года в возрасте 65 лет.